# Deurloo (water)
De Deurloo is een betonde vaargeul voor de kust van Walcheren in de provincie Zeeland. De Deurloo loopt vanaf het punt waar de vaargeulen  Sardijngeul en de Oostgat samenkomen, naar een punt ongeveer 4½ zeemijl (ongeveer 8¼ km) naar het noordwesten. Daar splitst de vaargeul Geul van de Rassen zich af en gaat in noordnoordoostelijke richting om aan te sluiten op het Oostgat ter hoogte van Westkapelle. De Deurloo buigt hier af in westelijke richting en komt dan samen met de Geul van de Walvischstaart.
Het water is zeewater en heeft een getij. Tussen de geulen Oostgat en Deurloo ligt de ondiepte Bankje van Zoutelande.
De vaargeulen Deurloo, Geul van de Rassen, Spleet, Geul van de Walvischstaart en Galgeput zijn te gebruiken door schepen tot en met CEMT-klasse Va.
De Deurloo valt binnen het Natura 2000-gebied Westerschelde & Saeftinghe.